# Hilcrhyme RISING TOUR 2012
『RISING TOUR 2012』（ライジング・ツアー・2012）は、2012年6月27日にユニバーサルJから発売されたHilcrhymeの映像作品である。

## 概要
3rdアルバム「RISING」を引っ提げて行った全国ツアー（HilcrhymeにCLOPとTHUG-HOMEYが加入して初めての8人体制の全国ツアーである）の横浜BLITZ公演の模様を収録する。「臆病な狼」のみ栃木教育会館での模様を収録する。

## 収録曲

### DISC 1
1. RISING MARCH
2. パーソナルCOLOR
3. 臆病な狼
4. TOKYO CITY
5. ポンピラ
6. Extraction -Instrumental-
7. 「Hilcrhyme in Showcase」リサイタル〜ヒルクライム交響楽団 変ヒ短調〜-East Area-RIDERS HIGH-ツボミ-純也と真菜実-Please Cry-もうバイバイ
8. Dancers Anthem
9. LOOP
10. 二〇一一日本ニテ記ス
11. Changes
12. 友よ
13. ルーズリーフ
14. 大丈夫
15. no one

### DISC 2
1. トラヴェルマシン
2. 春夏秋冬
3. RISING MARCH